# Suurijärvi (sjö i Leppävirta, Norra Savolax, 62,55 N, 27,91 Ö)
Suurijärvi är en sjö i kommunen Leppävirta i landskapet Norra Savolax i Finland. Sjön ligger 81,6 meter över havet. Den är 16 meter djup. Arean är 1,17 kvadratkilometer och strandlinjen är 7,48 kilometer lång. Sjön  ingår i Vuoksens huvudavrinningsområde.   Den ligger omkring 39 kilometer söder om Kuopio och omkring 310 kilometer nordöst om Helsingfors. 
I sjön finns ön Rahkosaari. 